# شخصيات أجنحة الكاندام 00
هذه هي قائمة الشخصيات الخيالية من سلسلة أنيمي التلفزيون اليابانية، البدلة المتنقلة كاندام 00.

## سيليستيال بيينغ
سيليستيال بِييِنغ (بإنجليزية: Celestial Being وتعني "كائن سماوي") هي منظمة شبه عسكرية خاصة تأسست إيوليا شينبيرغ.

### كانداممايستر

#### سيتسونا إف سييه
سيتسونا إف سَييه هو طيار كاندام إكسيا في الموسم الأول و00 كاندام (تنقط "دابل أو كاندام") و00 رايزر في الموسم الثاني و00 [Qan[T (تنقط "دابل أو كوانتا") في الفيلم. هو من أصل كردي. ولد في جمهورية كروجيس. اسمه الحقيقي هو سوران إبراهيم.

#### لوكون ستراتوس
لوكّون ستراتوس هو الاسم الرمزي الذي الأيرلندية المولد التوائم الأخوان ديلاندي يستخدمون.

##### نيل ديلاندي
نيل ديلاندي هو طيار كاندام دوناميس في الموسم الأول.

##### لايل ديلاندي
لايل ديلاندي هو طيار كَيروديم كاندام في الموسم الثاني وكاندام زَبانية في الفيلم.

#### أليلويا هابتيزم
أليلويا هابتيزم هو طيار كاندام كوريوس (الموسم الأول) وأريوس كاندام (الموسم الثاني) وكاندام هاروت في الفيلم. يعاني من تعدد شخصية فصامي والشخصية الأخرى إسمها هو هاليلويا. من أصول قيرغيزستان.

#### تيريا أردي
تِيَّريا أردَي هو طيار كاندام فيرتشو وكاندام نادلَي في الموسم الأول وسيرافي كاندام في الموسم الثاني ورَفائيل كاندام في 
الفيلم.
طاقم التروم

#### سوميراغي لي نوريغا
سوميراغي لي نورِيِّغا هي متنبئ الفريق التكتيكية.

#### ليختيندال تسيري

##### لاسَي أيون
==== جويس مورينو

### أنصار

#### إيوليا شينبيرغ
إيوليا شينبيرغ هو مؤسس فريق (الكائنات الروحية) من أجل تحقيق السلام في العالم، وهو ذاته النظام (فيدا)

## مملكة آزاديستان

### مارينا إسماعيل
مارينا إسماعيل هي أميرة أولى المملكة آزاديستان. 

### شيرين بختيار
شيرين بَختِيار هي مستشار وصديقة حميمة مارينا إسماعيل.

## كاثارون
التمرد ضد الآلاوز

### كلاوس غراد
```
كلاوس غراد
 هو قائد كاثارون.
```

## شخصيات أخرى

### علي الساشيز
احمد الصغير احمد